# Otto von Linstow (Mediziner)
Otto Friedrich Bernhard von Linstow (* 17. Oktober 1842 in Itzehoe; † 3. Mai 1916 in Göttingen) war ein deutscher Sanitätsoffizier und Helminthologe.

## Leben
Seine Eltern waren der dänische Leutnant und spätere Postmeister zu Bückeburg August Wilhelm Franz von Linstow (* 21. November 1814; † 13. Juni 1887) und dessen Ehefrau August Sophie Johanne geb.Schönfeldt (* 26. Oktober 1819; † 23. November 1899).
Nach dem Schulbesuch in Bückeburg und Hamburg studierte Linstow seit 1862 an der Christian-Albrechts-Universität zu Kiel, später der Julius-Maximilians-Universität Würzburg, und der Georg-August-Universität Göttingen Medizin. Er wurde Mitglied des Corps Holsatia (1863) und des Corps Brunsviga Göttingen (1865). 1866 in Kiel (1866) zum Dr. med. promoviert, trat er 1868 in die Preußische Armee. Als Militärarzt diente er in Ratzeburg, Stade und Hagenau. Er nahm am Deutsch-Französischen Krieg teil. Er war seit etwa 1880 Stabs- und Bataillonsarzt in Hameln und ab 1887 Oberstabsarzt und Regimentsarzt für das 2. Kurhessische Infanterie-Regiment Nr. 82 in Göttingen. Am 7. Mai 1904 trat er als Generaloberarzt in den Ruhestand.
Linstow widmete sich der Helminthologie, der Entomologie und der Lepidopterologie. Er untersuchte die von der Challenger-Expedition mitgebrachten Würmer. Als Spezialist für Wurmerkrankungen wurde er im Jahr 1911 zum Professor ernannt.
Am 30. Juni 1870 hatte er in Bückeburg Anna Emilie Franziska Henriette von Campe (* 12. Mai 1845) geheiratet. Das Paar hatte zwei Söhne und eine Tochter. Zwei Kinder starben jung. Nur der älteste Sohn Otto von Linstow überlebte.

## Auszeichnungen
- Roter Adlerorden 4. Klasse (1889)[5]
- Kronen-Orden, 3. Klasse (1898)[6]
- Eisernes Kreuz am weißen Bande (1870)
- Dienstauszeichnungskreuz
- Lippischer Hausorden III. Klasse[7]
- Russischer Orden der Heiligen Anna 2. Klasse (1903)[8]
- Challenger-Medaille[9]
- Korrespondierendes Mitglied der Senckenberg Gesellschaft für Naturforschung
- Korrespondierendes Mitglied der Zoological Society of London

## Schriften
- Compendium der Helminthologie. Ein Verzeichniss der bekannten Helminthen, die frei oder in thierischen Körpern leben, geordnet nach ihren Wohnthieren, unter Angabe der Organe, in denen sie gefunden sind, und mit Befügung der Litteraturquellen. Hannover: Hahn´sche Buchhandlung, 1878, Digitalisat, mit Nachtrag 1889.
- Die Giftthiere und ihre Wirkung auf den Menschen: ein Handbuch für Mediciner. Berlin: A. Hirschwald 1894.
- Nemathelminthen, Ergebnisse der Hamburg Magalhaens Sammelreise 1896, III, 8.
- Nematodes of the Scottish National Antarctic Expedition, Proc. Royal Society of Edinburgh, Bd. 26, 1906.
- Nematoden aus der Berliner Zoologischen Sammlung. Berlin, R. Friedländer und Sohn 1899.
- Report on the Entozoa collected by H.M.S. Challenger during the years 1873–76, Report of the scientific results of the voyage of H.M.S. Challenger, Band 23, Teil 4, 1880.